# Litohoř
Litohoř (en allemand : Littohorn) est une commune du district de Třebíč, dans la région de Vysočina, en République tchèque. Sa population s'élevait à 561 habitants en 2020.

## Géographie
Litohoř se trouve à 3,5 km à l'ouest-nord-ouest du centre de Moravské Budějovice, à 18,5 km au sud-sud-ouest de Třebíč, à 39 km au sud-sud-est de Jihlava et à 149,5 km au sud-est de Prague.
La commune est limitée par Jakubov u Moravských Budějovic au nord, par Lukov à l'est, par Moravské Budějovice à l'est, au sud et à l'ouest, et par Domamil à l'ouest.

## Histoire
La première mention écrite de la localité date de 1190.

## Transports
Par la route, Litohoř se trouve à 4 km de Moravské Budějovice, à 26 km de Třebíč, à 42 km de Jihlava et à 173 km de Prague.